# Син ушат фазан
Синият ушат фазан (Crossoptilon auritum) е вид птица от семейство Phasianidae.

## Разпространение и местообитание
Разпространен е в Китай.